# Dipturus ecuadoriensis
Dipturus ecuadoriensis är en rockeart som först beskrevs av Charles William Beebe och John Tee-Van 1941.  Dipturus ecuadoriensis ingår i släktet Dipturus och familjen egentliga rockor. IUCN kategoriserar arten globalt som otillräckligt studerad. Inga underarter finns listade i Catalogue of Life.